# 骆问礼
骆问礼（1527年—1608年），字子本，号缵亭，浙江諸暨縣（今绍兴市諸暨縣）枫桥钟瑛村人，明朝政治人物、学者、作家。

## 生平
嘉靖三十四年（1555年）乙卯科浙江乡试第十名举人，嘉靖四十四年（1565年）中式乙丑科会试六十五名，廷试三甲一百六名进士。兵部观政，本年八月授行人司行人，隆庆二年（1568年）九月选授南京刑科给事中。三年十一月降雲南楚雄府知事，六年七月升扬州府推官。明神宗朝，万历元年（1573年）正月升南工部主事，二年四月升南兵部郎中，五年二月升雲南分守洱海道參議，駐姚州，丁忧归。十一年六月復除福建，十月升湖广副使，十四年五月親老願告致仕，二十年十月起补广东副使。

## 著作
骆问礼代表著作有：
- 《续羊枣集》，9卷
- 《万一楼集》，61卷
- 《外集》，10卷
- 《诸暨县志》，20卷，撰，隆庆年间成书。

## 家族
曾祖骆琎；祖駱鳳誥；父駱驂，累封南兵部郎中；母鄭氏，封安人。
子骆纬、骆绍。

## 后人评价
- “朱紫阳之功臣，海忠介之高弟”。——出自清朝张岱《三不朽图赞》